# Selachochthonius cavernicola
Espèce
Synonymes
- Chthoniella cavernicola Lawrence, 1935

Selachochthonius cavernicola est une espèce de pseudoscorpions de la famille des Pseudotyrannochthoniidae.

## Distribution
Cette espèce est endémique d'Afrique du Sud.

## Publication originale
- Lawrence, 1935 : A cavernicolous false scorpion from Table Mountain, Cape Town. Annals & Magazine of Natural History, sér. 10, vol. 15, p. 549-555.